# 西北阿根廷龍屬

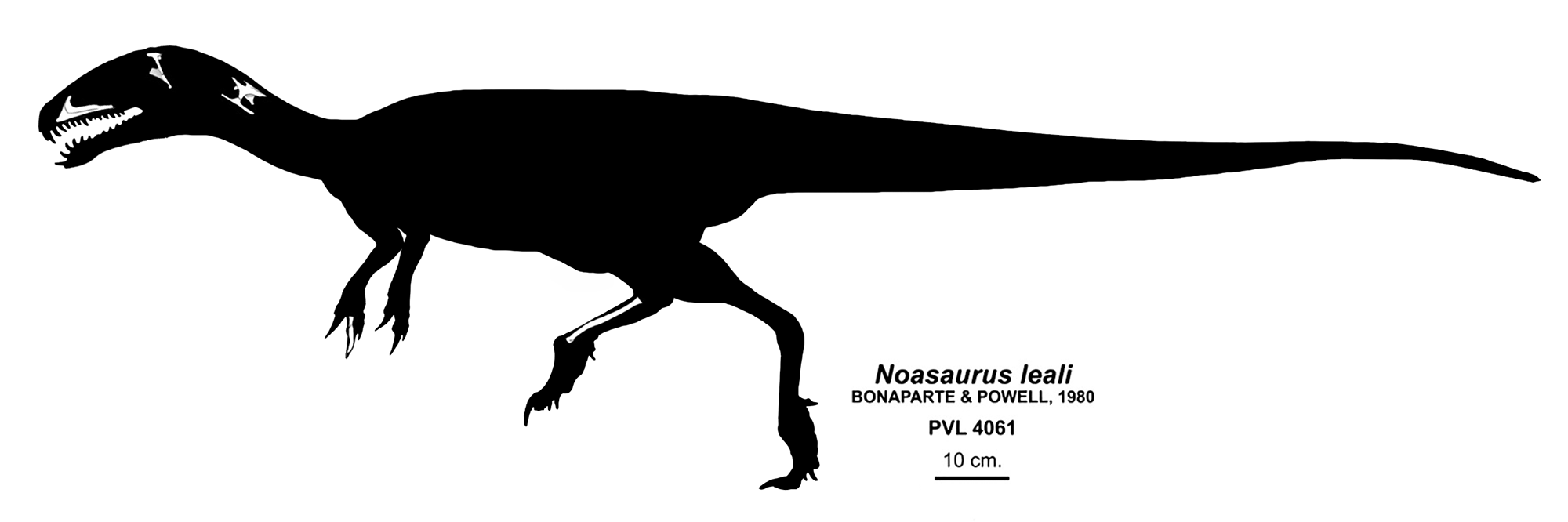
西北阿根廷龍正模標本的骨骼重建圖

西北阿根廷龍屬（意為「西北部阿根廷蜥蜴」），又名諾亞龍，是種肉食性恐龍，生存於白堊紀的馬斯垂克階。西北阿根廷龍是種小型獸腳亞目恐龍，屬於角鼻龍下目，是由何塞·波拿巴與傑米·鮑威爾（Jaime Powell）發現於阿根廷西北部。西北阿根廷龍起初被認為有類似馳龍科的趾爪，而且為獨立演化出來的；但這個論點現在是不足採信的，這些趾爪可能實際上位在牠們的前掌。
與鳥獸腳類相比，西北阿根廷龍的結構較為古老。牠們可能是較大型阿貝力龍科的近親，並且擁有相同的棲息地區；阿貝力龍科與西北阿根廷龍都從相同的基礎角鼻龍下目恐龍演化而來。在馬達加斯加發現的惡龍，是西北阿根廷龍的近親，成為這個理論的證據；惡龍並沒有類似馳龍科的趾爪。
模式種是李爾氏西北阿根廷龍（Noasaurus leali），是由約瑟·波拿巴與傑米·鮑威爾在1980年所敘述、命名。

## 外部連結
- 角鼻龍下目簡介